# 詹姆斯·蓋伊
詹姆斯·蓋伊（英語：James Guy；1995年11月26日—）是一位英國游泳運動員。在2014年英聯邦運動會上，他代表英格蘭獲得了一枚金牌和一枚铜牌。他也參加過世界青年游泳錦標賽。